# Паладрю
Паладрю (фр. Paladru) — коммуна во Франции, находится в регионе Рона — Альпы. Департамент коммуны — Изер. Входит в состав кантона Сен-Жуар-ан-Вальден. Округ коммуны — Ла-Тур-дю-Пен.
Код INSEE коммуны — 38292. Население коммуны на 2006 год составляло 1002 человека. Населённый пункт находится на высоте от 488 до 711 метров над уровнем моря. Муниципалитет расположен на расстоянии около 450 км юго-восточнее Парижа, 65 км юго-восточнее Лиона, 35 км северо-западнее Гренобля. Мэр коммуны — René-Xavier Faivre-Pierret, мандат действует на протяжении 2008—2014 гг.
Динамика населения (INSEE):